# Alúvium Gidry
Alúvium Gidry je přírodní rezervace v katastrálním území obce Budmerice v okrese Pezinok v Bratislavském kraji na Slovensku. Území bylo vyhlášeno v roce 1993 a jeho rozloha je 2,63 hektarů. Předmětem ochrany je komplex mokřadních biotopů skládajících se ze zbytku olšiny a dvou jezírek s přilehlými vrbovými porosty.